# 尖鰭深海鰩
尖鰭深海鰩（學名：Bathyraja cousseauae），為軟骨魚綱鰩目單鰭鰩科深海鰩屬的一種，分布於西南大西洋阿根廷巴塔哥尼亞北部外海、馬德普拉塔外海；東南太平洋智利海域，深度119至284公尺，本魚在體盤上部的每個胸鰭基部後方，有一個大而明顯的圓形淡色區域，狀似眼斑，邊緣為深褐色，圓盤的上表面完全被無數的小刺覆蓋，眶間區域、尾部、背鰭和後腹葉上也有小刺，背鰭尾端密布小刺，小刺間無間隙，體長可達86公分，棲息在大陸棚沙泥底質海域，為深海底棲性魚類，卵生，雌魚會產下帶有角的卵囊，屬肉食性，生活習性不明。